# 10e cérémonie des Irish Film and Television Awards
La 10e cérémonie des Irish Film and Television Awards (IFTA), organisée par l'Irish Film and Television Academy, a eu lieu le 9 février 2013 et a récompensé les meilleurs films et programmes de télévision de l'année précédente.

## Palmarès

### Cinéma
- Meilleur film : What Richard Did
- Meilleur réalisateur : Lenny Abrahamson pour What Richard Did
- Meilleur acteur : Jack Reynor dans What Richard Did
- Meilleure actrice : Ruth Bradley dans Grabbers
- Meilleur acteur dans un second rôle : Domhnall Gleeson dans Anna Karénine  (Anna Karenina)
- Meilleure actrice dans un second rôle : Bríd Brennan (en) dans Shadow Dancer
- Meilleur scénario : What Richard Did – Malcolm Campbell
- Meilleur film documentaire : Mea Maxima Culpa : Silence in the House of God (en) — Alex Gibney
- Meilleur court métrage : Morning - Cathy Brady (en)
- Meilleur film d'animation : Macropolis

- Meilleur film international : Argo  États-Unis
- Meilleur acteur international : Daniel Day-Lewis dans Lincoln
- Meilleure actrice internationale : Marion Cotillard dans De rouille et d'os

### Télévision
- Meilleure série/soap dramatique : Love/Hate
- Meilleur réalisateur de série dramatique : David Caffrey (en) - Love/Hate
- Meilleur acteur dans un rôle principal : Tom Vaughan-Lawlor dans Love/Hate
- Meilleure actrice dans un rôle principal : Charlie Murphy dans Love/Hate
- Meilleur acteur dans un rôle secondaire : Andrew Scott dans Sherlock
- Meilleure actrice dans un rôle secondaire : Susan Loughnane (en) dans Love/Hate
- Meilleur scénario de série dramatique : Love/Hate – Stuart Carolan (en)

### Récompenses techniques
- Costumes : Good Vibrations - Maggie Donnelly
- Directeur de la photographie : Anna Karénine  (Anna Karenina) – Seamus McGarvey
- Montage : What Richard Did – Nathan Nugent (en)
- Maquillage et coiffure : Ripper Street – Sharon Doyle et Eileen Buggy (en)
- Décors : Ripper Street –
- Musique : Loving Miss Hatto – Niall Byrne
- Son : Citadel – Garret Farrell, Hugh Fox, Steve Fanagan